# Sympiesis ornatula
Sympiesis ornatula är en stekelart som beskrevs av Storozheva 1981. Sympiesis ornatula ingår i släktet Sympiesis och familjen finglanssteklar. Inga underarter finns listade i Catalogue of Life.